# Dschinghis Khan (Lied)
Dschinghis Khan ist ein deutscher Schlager, komponiert von Ralph Siegel, getextet von Bernd Meinunger. Er wurde als Beitrag der Bundesrepublik Deutschland zum Eurovision Song Contest 1979 von der eigens dafür aufgestellten Gruppe Dschinghis Khan interpretiert und errang Platz 4. Das Lied wurde von zahlreichen Künstlern gecovert.

## Geschichte
Das von Meinunger und Siegel geschriebene Lied weist Einflüsse der Disco-Musik auf, etwa von Gruppen wie Boney M. Es handelt von dem namensgebenden mongolischen Krieger, der stärker als seine Feinde war und jede Frau bekam, die er wollte. Während der Aufführung trugen die Bandmitglieder thematisch passende Kostüme in verschiedenen Farben und führten einen orientalisch inspirierten Tanz auf.
Als neuntes Lied an dem Abend des Wettbewerbs gespielt, erreichte es mit 86 Punkten den vierten Platz von 19 Beiträgen. Das Lied wurde in der Folgezeit ein großer Erfolg in Deutschland und erreichte Platz eins in den deutschen Singlecharts – wo es sich 29 Wochen halten konnte –, Platz drei in der Schweiz und Platz acht in Österreich. U. a. auch in der ZDF-Hitparade trat die Gruppe damit auf. Die Single wurde für über 250.000 verkaufte Einheiten mit einer Goldenen Schallplatte ausgezeichnet, somit ist es einer der meistverkauften deutschen Schlager seit 1975.
Eine Neuaufnahme des Songs erschien 2020 auf der CD Here We Go mit einem neuen, in der Mongolei gedrehten Video.

## Coverversionen
Bereits 1979 coverte der finnische Sänger Frederik das Lied in finnischer Sprache mit einem Text von Juha Vainio. Da Ralph Siegel die Version gefiel, bot er dem Sänger an, auch Dschinghis Khans weiteren Song Hadschi Halef Omar zu covern, was auch unter dem Titel Sheikki Ali Hassan geschah. 2008 coverte die japanische Idol-Gruppe Berryz Kobo den Song. Das Stück erreichte Platz 4 der japanischen Oricon-Charts. Weitere Versionen gibt es in schwedischer, spanischer, portugiesischer, griechischer und thailändischer Sprache. Die spanische Version Sin Amor wurde von Ivan gesungen und war zur Jahreswende 1979/1980 vier Wochen in Spanien auf Platz 1. Auch die deutsche Band Die Apokalyptischen Reiter coverte den Song auf einer ebenfalls Dschinghis Khan betitelten EP. Im chinesischen Film Die Chroniken des Geistertempels wird ebenfalls eine Coverversion in chinesischer Sprache gesungen. Von der mongolischen Band Dramın 4 (in kyrillischer Schreibung Драмын 4) existiert auch eine Coverversion in mongolischer Sprache.
Der US-amerikanische Sänger Mordechai Ben-David hat den Song unter dem Titel „Yidden“ in jiddischer Sprache gecovert. Um zu dieser Version tanzen zu können, wurden eigene Tanzschritte entwickelt.

## Weitere Verwendung
Auch in einer deutschen Sexkomödie namens Sonnyboy und Sugarbaby (englisch She’s 19 and Ready) wurde das Stück verwendet. Im chinesischen Film Der See der wilden Gänse (englisch The Wild Goose Lake) findet das Stück ebenfalls Verwendung.
Die Satiresendung Extra 3 veröffentlichte im Juni 2021 eine Parodie unter dem Titel Impf mit Spahn.